# Adriana Damato
Adriana Damato (Conversano, 30 novembre 1975) è un soprano italiano.

## Biografia
Dopo il diploma in canto, con il massimo dei voti e la lode, presso il Conservatorio Nicolò Piccinni di Bari sotto la guida del mezzosoprano K. Angeloni, debuttò all'età di 22 anni, come protagonista (Fiordiligi), nel Così fan tutte di Mozart presso il Piccolo Teatro di Milano con la regia di Strehler e subito dopo venne invitata, come ospite per due anni, presso la Deutsche Opera am Rhein di Düsseldorf dove interpretò diversi ruoli mozartiani sotto la direzione di Zoltán Peskó.
In breve tempo intraprende una carriera a livello internazionale debuttando in Rigoletto (Gilda) presso il Teatro Teresa Carreño di Caracas, in Norma (Adalgisa) presso lo Stadttheater di Klagenfurt, in questa occasione le viene assegnata la medaglia “Eberhard Wächter 2004” e una borsa di studio come migliore giovane interprete in Austria. 
Prosegue con altri debutti in Austria in La traviata (Violetta) all'Opernhaus di Graz, ” Così fan tutte” (Fiordiligi) alla Wiener Staatsoper con Elīna Garanča e Pietro Spagnoli ed allo Stadttheater di Klagenfurt,  Idomeneo (Ilia) alla Los Angeles Opera diretta da Kent Nagano con Plácido Domingo, Don Giovanni (Donna Elvira) diretta da Lorin Maazel al Palau de les Arts Reina Sofía di Valencia, alla Washington National Opera ed al Festival Puccini di Torre del Lago con La bohème (Mimì), Stiffelio (Lina)  all'Opernhaus Zürich, Aroldo (Mina) al Teatro Municipale di Piacenza e presso l'Opera di Bilbao nel 2009, Il corsaro (Gulnara) al Teatro Regio di Parma nel 2004 diretta da Renato Palumbo con Renato Bruson, Don Giovanni (Donna Elvira) alla Staatsoper Unter den Linden di Berlino con la direzione di Daniel Barenboim ed al Teatro Lirico di Cagliari nel 2005 con Ruggero Raimondi, Carmela Remigio e Giuseppe Filianoti, Un ballo in maschera (Amelia) all'Operà de Lausanne, si è esibita anche al Teatro Municipal di Rio de Janeiro e in diversi altri teatri in tutto il mondo.
Per il Teatro alla Scala di Milano nel 2004 è Agnese del Maino in Beatrice di Tenda diretta da Palumbo al Teatro degli Arcimboldi ed ha inaugurato la Stagione 2009 con l'opera Carmen (Micaela) sotto la direzione di Barenboim con Anita Rachvelishvili e Jonas Kaufmann ripresa dalla RAI, nei Quattro pezzi sacri di Verdi eseguiti sempre con Barenboim nel concerto di Natale 2009 trasmesso da Rai 1. 
Si ricordano in particolare i suoi preziosi concerti tra cui "Buon Compleanno Verdi" al Regio di Parma, Requiem con Filianoti a Tel Aviv con l'orchestra della Scala nel 2009, "Missa in Tempore belli" al Maggio Fiorentino con Zubin Mehta.
È stata ospite a Parigi per il concerto dei finalisti del Concorso Vernes presso la Salle Gaveou ed ha vinto il “Concorso Iris Adami Corradetti” (2º premio assoluto), ” Concorso Voci Verdiane di Busseto” (2º premio assoluto),”Operalia” di Plácido Domingo (1º premio assoluto 2003).
Diverse sono le incisioni a cui ha partecipato: Edgar di Puccini (Fidelia) con Domingo, Juan Pons ed il Coro e l'orchestra dell'Accademia nazionale di Santa Cecilia, Il corsaro (Gulnara) cd-DVD live con Renato Bruson, Aroldo (Mina) DVD live, Nerone (Egloge), Così fan tutte (Fiordiligi) DVD live, Gloria DVD con I Solisti Veneti e la direzione di Claudio Scimone.

## Repertorio

### Opera
- Fiordiligi – Così fan tutte di W. A. Mozart;
- Donna Elvira – Don Giovanni di W. A. Mozart;
- Elettra – Idomeneo di W. A. Mozart;
- Vitellia – La clemenza di Tito di W. A. Mozart;
- La contessa – Le nozze di Figaro di W. A. Mozart;
- Tosca – Tosca di G. Puccini;
- Mimì – La boheme di G. Puccini;
- Liù – Turandot di G. Puccini;
- Fidelia – Edgar di G. Puccini;
- Manon – Manon Lescaut di G. Puccini;
- Suor Angelica – Suor Angelica di G. Puccini;
- Giorgetta – Il tabarro di G. Puccini;
- Mina – Aroldo di G. Verdi;
- Lina – Stiffelio di G. Verdi;
- Gulnara – Il Corsaro di G. Verdi;
- Amelia – Un ballo in maschera di G. Verdi;
- Desdemona –Otello di G. Verdi;
- Amelia – Simon Boccanegra di G. Verdi;
- Giovanna d'Arco – Giovanna d'Arco di G. Verdi;
- Amalia – I masnadieri di G. Verdi;
- Lucrezia – I due Foscari di G. Verdi;
- Giselda – I Lombardi alla prima crociata di G. Verdi;
- Leonora – Il trovatore di G. Verdi;
- Leonora – La forza del destino di G. Verdi;
- Aida – Aida di G. Verdi;
- Elisabetta – Don Carlo di G. Verdi;
- Elvira – Ernani di G. Verdi;
- Margherita – Mefistofele di Arrigo Boito;
- Nedda – Pagliacci di Ruggero Leoncavallo;
- Adriana – Adriana Lecouvreur di Francesco Cilea;
- Wally – La Wally di Alfredo Catalani;

### Musica sacra
- G. Verdi - Messa da Requiem;
- W. A. Mozart - Requiem;
- Haydn - Missa in Tempore Belli "Paukenmesse";
- Gioachino Rossini - Stabat Mater

## Pubblicazioni Audio-Video
- Anno 1997-Titolo: The Petruzzelli Ensemble - Franco Margola Chamber Music-Cast Ragno, Scoditti, Volza, Gisotti-Etichetta Rainbow classics cd
- Anno 2004-Titolo: Il Corsaro-Ruolo Gulnara-Cast Michailov, Bruson-Direttore Palumbo-Etichetta Dynamic cd live
- Anno 2006-Titolo: Edgar-Ruolo Fidelia-Cast Domingo, Pons Cornetti-Direttore Veronesi- Etichetta Deutsch Grammophon cd
- Anno 2001-Titolo: Così fan tutte- Ruolo Fiordiligi- Cast Panerai, Scalchi-Direttore Ciardi DVD
- Anno 2001-Titolo: Nerone-Ruolo Egloge-Cast Porcelli, Renee Monti-Direttore Tamas Pal- Etichetta Pan Dream DVD live
- Anno 2003-Titolo: Aroldo-Ruolo Mina-Cast Porta, Vassallo-Direttore Morandi-Etichetta Dynamic DVD live
- Anno 2004-Titolo: Il Corsaro-Ruolo Gulnara-Cast Michailov, Bruson-Direttore Palumbo- Etichetta Dynamic DVD live
- Anno 2004-Titolo: Buon Compleanno Verdi-Cast Cura, Nucci-Direttore Palumbo-Etichetta Dynamic DVD live
- Anno 2006-Titolo: Vivaldi Gloria Other Sacred Music-Cast I Solisti Veneti-Direttore Scimone-Etichetta Dynamic DVD